# Патологічна фізіологія
Патологічна фізіологія (грец. παθος — страждання) — наука, що вивчає загальні закономірності виникнення, розвитку та завершення хвороби, тобто фізіологію хворого організму. Предметами вивчення патологічної фізіології є загальна нозологія (загальне вчення про хворобу), типові патологічні процеси, типові порушення обміну речовин і патологія окремих органів і систем.
Основним методом патофізіологічного дослідження є експеримент. Зіставлення експериментальних даних з результатами спостережень над хворими дає можливість розробляти практичні рекомендації.

## Історія
Патологічна фізіологія як самостійна наука виникла майже 140 років тому. Потребу відокремлення науки, яка вивчала загальні закономірності виникнення, розвитку і наслідків хвороби за допомогою експериментальних методів, прогресивні вчені зрозуміли вже давно. Однак лише в 1869 р. відповідно до університетського статуту 1863 р. було створено нову кафедру загальної патології (згодом — патологічної фізіології) на медичному факультеті Київського та Московського університетів (В. В. Пашутін, А. Б. Фохт, В. В. Підвисоцький).

## Патологічна фізіологія в Україні
Патологічна фізіологія оформилася в середині 19 ст. Розвитку патофізіології сприяли праці українських вчених Хржонщевського Н. А., Репрева О. В., Підвисоцького В. В. та інш. У сучасний період — Богомолець О. О., Кавецький Р. Є., Комісаренко В. П., Сиротинін М. М., Зайко М. Н. В Україні основними центрами патофізіології є Інститут фізіології ім. О. О. Богомольця НАН України та Інститут експериментальної патології онкології та радіології ім. Р. Є. Кавецького НАН України.

## Методи вивчення
Для вивчення хвороби використовують клінічний, епідеміологічний, анатомічний та експериментальний методи.
Клінічний метод передбачає вивчення хвороби безпосередньо біля ліжка хворої людини — клінічна патофізіологія.
Епідеміологічний має об'єктом вивчення хвороби великої групи людей. Патофізіологія застосовує отримані данні щодо етіології основних неінфекційних хвороб (напр., вивчення факторів ризику атеросклерозу)
Експериментальний метод передбачає вивчення хвороби на лабораторних тваринах. Експериментальне дослідження має кілька етапів: (1) планування експерименту, (2) моделювання хвороби чи патологічного процесу, (3) отримання наукових фактів, тобто інформації про зміни в організмі експериментальних тварин, (4) аналіз і синтез одержаних результатів.

## Ветеринарна патологічна фізіологія
Ветеринарна патофізіологія вивчає проблеми реактивності організму, етіології та патогенезу хвороб, патофізіологію органів і систем у сільсько-господарських тварин, хутрових і промислових тварин. Основоположником в Росії вважають Равіча І. І. (автор підручника «Общая зоопатология», 1861).